# Überwendlichstich
Überwendlichstiche (auch Überwendlingsstiche) sind verschiedene Sticharten, die beim Nähen und Sticken verwendet werden, um Stoffkanten zu umschließen und ein Ausfransen zu verhindern (Versäubern).

## Überblick

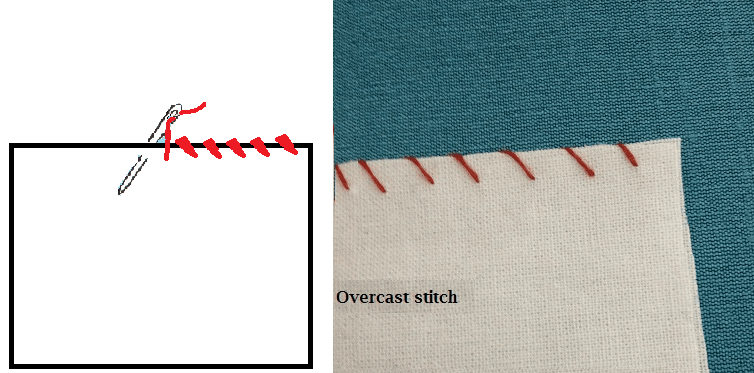
Einfacher Überwendlichstich als Handstich

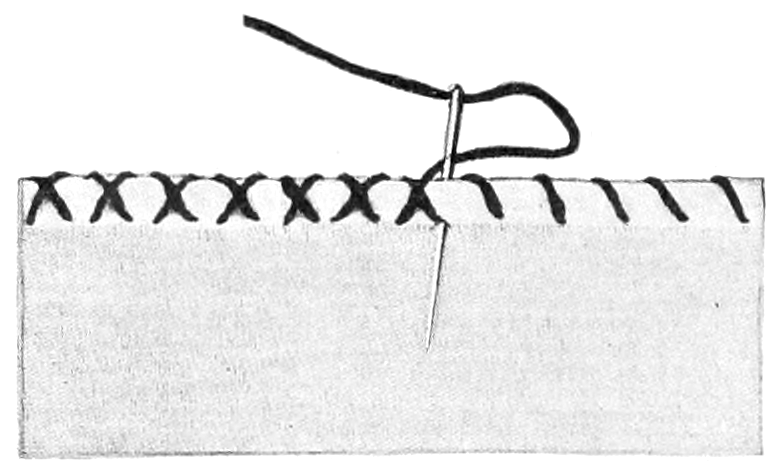
Doppelter Überwendlichstich (kreuzweise)

Als Handstich ist ein einfacher überwendlicher Stich ein schräger Stich, der mit einem einfachen Faden immer von rechts nach links durch die Stoffkante geführt wird. Tiefe und Abstand richten sich nach der Stoffdicke. Mit der Überwendlingsnaht werden zwei oder mehrere Stoffstücken zusammengenäht und damit gleichzeitig die offenen Kanten überstochen.
Maschinell mit Overlock-Nähmaschinen hergestellte Overlockstiche gehören ebenfalls zu den Überwendlichstichen. Bei der Maschinennaht werden die Schleifen von mindestens einem Fadensystem um die Kante des Nähguts geführt und es damit vor dem Ausfransen abgesichert. Bei Maschenwaren verhindert die Kanteneinfassung die Bildung von Laufmaschen, da die überstehenden Stoffstücke nicht, wie bei Steppnähten, umgelegt und glattgebügelt werden. Das Versäubern eines Saums kann entfallen. Viele Maschinen beschneiden beim Nähen gleichzeitig die Säume in einem vorgegebenen Abstand. Wird der Faden nicht zu fest angezogen, eignet sich die Überwendlingsnaht auch zum Einsetzen von Stoffteilen. Nach dem Bügeln liegen dann die Kanten nicht aufeinander, sondern nebeneinander, Kante an Kante.
Überwendlichstiche sind in der Regel optisch wenig attraktiv und werden meist nur an verdeckten Nähten und Stoffkanten verwendet.